# 多良間村立多良間中学校
多良間村立多良間中学校（たらまそんりつ たらまちゅうがっこう）は、沖縄県宮古郡多良間村にある公立中学校。1948年（昭和23年）4月1日に開校した。多良間島唯一の中学校であり、現在は1学年1クラス編成である。

## 概要
多良間島の人口減のために1950年ころをピークに児童数が減っている。現在は1学年の生徒は10名台から20名台で推移しており1学年1クラス編成である。3学期には1人1.4kmほどを走る駅伝大会を行う。

## 沿革
- 1948年（昭和23年） - 多良間中学校が開校される。生徒数約200名、6学級編成であった
- 1957年（昭和32年） - 水納分校が独立し、水納中学校となる
- 1965年（昭和40年） - 水納中学校が分校になる
- 2002年（平成14年） - 第1回幼・小・中合同運動会が開催された

## 生徒数
- 2009年7月21日48名＝1年生17名、2年生16名、3年生15名
- 2010年4月1日57名＝1年生24名、2年生17名、3年生16名
- 2011年4月5日64名＝1年生23名、2年生24名、3年生17名
- 2015年78名＝1年生29名、2年生16名、3年生29人

## 教育目標
- 自ら進んで学ぶ生徒
- 心豊かで思いやりのある生徒
- 心身ともに強くたくましい生徒

## 修学旅行
修学旅行では、12月に3年生が、福岡県・長崎県・熊本県をめぐる。

## 校歌
- 作詞: 下地朝祥
- 作曲: 多良間朝常

## 校章
波間から上がる太陽の中央上部に「中」の文字を置き、全体を木の枝で囲む。木の枝は、下部をリボンで結わえ上部に2本のペンを置く。